# ラクシュミー・ミッタル

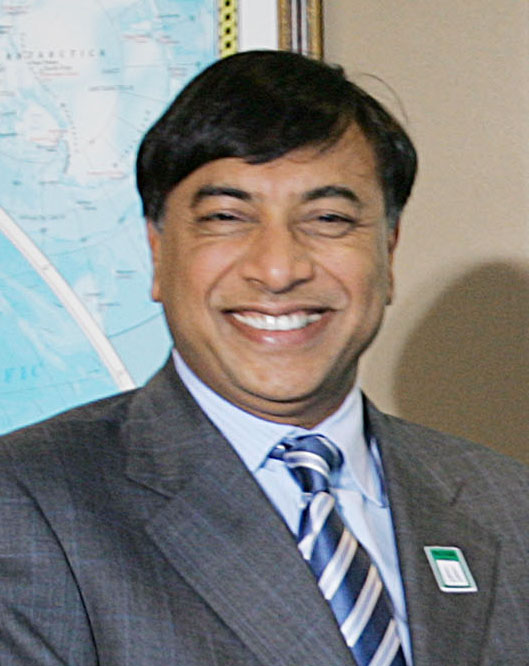
近影（2006年）

ラクシュミー・ニワース・ミッタル（लक्ष्मी निवास मित्तल, Lakshmi Niwas Mittal、1950年6月15日 - ）はインドの資産家。ミッタル・スチールのCEO。
インド北西部のラージャスターン州チュル県にあるサードゥルプルという小さな町でマールワール商人（アガルワール・カースト）の家庭に生まれる。なお、「ラクシュミー」は女神の名前である。
現在はイギリスのロンドンで暮らしている。フォーブスの発表による世界長者番付の2011年度版の結果においては、世界で6番目の資産家とされている。インド人の中では最大の資産家で、娘の結婚式には日本円にして75億円相当を費やしヴェルサイユ宮殿を借りて行ったという逸話がある。ゴールドマン・サックス、エアバス・グループといった会社の社外役員も兼任している。
イギリス労働党の支持者でもあり、2007年には200万UKポンド、日本円にして4億9千万円弱を献金した。
菜食主義者である。